# Jürgen Wick
Jürgen Wick (* 10. Januar 1961) ist ein deutscher Sportwissenschaftler.

## Leben
Wick studierte von 1982 bis 1986 an der Deutschen Hochschule für Körperkultur (DHfK) in Leipzig, seine Diplomarbeit trug den Titel „Untersuchungen zur Präzisierung des Handlungsablaufes in Vorbereitung, Durchführung und Nachbereitung des Biathlonschießens“. 1990 schloss er an der DHfK seine Doktorarbeit (Titel: „Untersuchungen zur Stellung, zum Ausprägungsgrad und zum Training der Reaktionsleistung hinsichtlich der Erhöhung der Handlungsschnelligkeit und -genauigkeit beim Schießen im Biathlon“) ab. Bis 1993 war Wick unter Klaus Nitzsche wissenschaftlicher Assistent im Bereich Wintersport an der DHfK beziehungsweise nach deren Auflösung an der sich neugegründeten Fakultät für Sportwissenschaft der Universität Leipzig. 1994 wechselte er ans Institut für Angewandte Trainingswissenschaft (IAT), wo er bis 2004 die Fachgruppe Biathlon leitete, ehe er 2005 die Leitung des IAT-Fachbereichs Ausdauer übernahm.
Bereits ab 1992 arbeitete er sportwissenschaftlich für die deutsche Biathlon-Nationalmannschaft und betreute die Sportler unter anderem bei den Olympischen Winterspielen 1994, 1998, 2002, 2006 und 2010. Beim Deutschen Skiverband war Wick ab 2005 Wissenschaftskoordinator der Nationalmannschaften im Biathlon und Skilanglauf.
Für das IAT erstellte Wick unter anderem Olympiaanalysen, befasste sich mit zahlreichen den Biathlonsport betreffende Forschungsthemen wie die „Objektivierung des Lauf- und Schiesstrainings im Biathlon“ und die Trainingsbelastung. Sportartübergreifend nahm Wick Aspekte von Ausdauersport wie den Nachwuchsleistungssport, die Individualisierung im Hochleistungssport und Wettkampf- und Trainingssysteme in den Blick seiner Forschungsarbeit.